# Germán Chaves
Germán Enrique Chaves Torres (Chocontá, 9 de marzo de 1995-Chocontá, 4 de junio de 2023) fue un ciclista profesional colombiano de ruta. El último equipo en el que corrió fue el Sistecrédito-GW de categoría nacional.
Falleció arrollado por un camión el 4 de junio de 2023, mientras entrenaba con su padre en Cundinamarca.

## Palmarés
2017
- 1 etapa de la Vuelta de la Juventud de Colombia[3]

2018
- Vuelta a Boyacá[4]

2021
- 1 etapa de la Vuelta al Tolima

2023
- Clásica de Fusagasugá

## Equipos
- Coldeportes Zenú (2017-2019)
- EPM-Scott[5] (2020)